# Entephria rubigicinctata
Entephria rubigicinctata är en fjärilsart som beskrevs av Charles Théophile Bruand d’Uzelle 1850. Entephria rubigicinctata ingår i släktet Entephria och familjen mätare. Inga underarter finns listade i Catalogue of Life.